# Lamothe, Landes

Lamothe este o comună în departamentul Landes din sud-vestul Franței. În 2009 avea o populație de 293 de locuitori.

## Evoluția populației
| An        | 1975 | 1982 | 1990 | 1999 | 2006 | 2009 |
| --------- | ---- | ---- | ---- | ---- | ---- | ---- |
| Populație | 288  | 299  | 367  | 316  | 295  | 293  |